# Gabba Front Berlin
Gabba Front Berlin ist ein Berliner Hardcore-Techno-Projekt.

## Geschichte
Gabba Front Berlin gründeten sich Mitte der 1990er Jahre in Berlin. Ihre Musik wird vielfach der Stilrichtung Speedcore zugeordnet. Die Schließung des Berliner Techno-Clubs Bunker im Jahr 1996 war ein Auslöser für die Formation, ihre musikalische Arbeit zu intensivieren.
Erste öffentliche Auftritte jedoch folgten erst 3 Jahre später, eine erste EP mit One in Seven gar erst 2001. Zusammen mit der Veröffentlichung von One in Seven erfolgten dann auch erste internationale Auftritte.
Ihre wahrscheinlich bekanntesten Titel sind Lacrima Mosa Est (fälschlicherweise oft auch Speedcore Lacrima genannt) und Bloodstorm, zwei düstere Speedcore-Titel, die 2006 auf dem kanadischen Musik-Label Darkera wiedererschienen sind.
Heute zählen Gabba Front Berlin zu den überregional und international erfolgreichsten Hardcore-Techno-Acts aus Berlin und spielen auf Großveranstaltungen wie der Mayday, dem Ground Zero Festival oder dem Hardshock Festival in Zwolle. Musikalische Veröffentlichungen hingegen sind heute rar. Meist finden diese nur im Rahmen von Kompilationen zusammen mit anderen Künstlern statt. Die bislang letzte Veröffentlichung dieser Art ist der 2013 erschienene Titel Thanatos auf der Kompilation Nocturnal Violence des Musik-Labels Atomic Annihilation.

## Diskografie
Alben und EPs
- 2001: One in Seven (12")
- 2006: Project: Enigma (12" Split-EP mit Hellseeker)
- 2006: Emoticons Stole My Face (12")
- 2007: We Have Explosive (12" Split-EP mit Incorrect Segment)
- 2007: The Berserk : Reloaded (3.5" Floppy)
- 2008: 50th Floor (12" Split-EP mit ANC)
- 2009: .Evolution (12" Split-EP mit Rotello)
- 2009: Shadow Rays (12" Split-EP mit iGoA)